# Comfort Station No. 72
La Comfort Station No. 72 est un bâtiment abritant des toilettes publiques à Rim Village, dans le comté de Klamath, dans l'Oregon, aux États-Unis. Située au sein du parc national de Crater Lake, elle a été construite dans le style rustique du National Park Service. Elle est inscrite au Registre national des lieux historiques depuis le 1er décembre 1988 et c'est par ailleurs une propriété contributrice au district historique de Rim Village depuis la création de ce district historique le 18 septembre 1997.